# Badminton nos Jogos Olímpicos de Verão de 2020

Partida do evento de simples feminino

As competições de badminton nos Jogos Olímpicos de Verão de 2020 em Tóquio ocorreram entre os dias 24 de julho a 2 de agosto de 2021 no Musashino Forest Sports Plaza. Ao todo, 172 atletas de 49 Comitês Olímpicos Nacionais competiram em cinco eventos: simples masculino, duplas masculinas, simples feminino, duplas femininas e duplas mistas.

## Qualificação
O período de qualificação olímpica foi programado para ocorrer originalmente de 29 de abril de 2019 a 26 de abril de 2020, com a publicação do ranking da Federação Mundial de Badminton (BWF) em 30 de abril de 2020. Com o adiamento dos jogos em um ano devido à pandemia da COVID-19, o período de qualificação foi modificado, indo de 29 de abril de 2019 a 6 de junho de 2021, com a publicação do ranking da BWF em 15 de junho de 2021.
As nações puderam inscrever um máximo de dois homens e duas mulheres nos torneios de simples, se ambos estiverem entre os 16 melhores do mundo; ou então, uma quota seria atribuída até o limite de 38 atletas ser completado. Regras similares foram válidas para os atletas competirem nas duplas, com um máximo de duas duplas por Comitê Olímpico Nacional se ambas estiverem entre as oito melhores, com os CONs restantes preenchendo uma quota cada até o limite de 16 duplas. Regras de universalidade garantiram que cada continente estivesse representado em cada evento, além de garantir ao país-sede ao menos uma vaga em cada evento individual, permitindo vagas adicionais se os atletas se qualificassem para múltiplos eventos.

## Calendário
Os torneios de badminton foram realizados ao longo de dez dias, com as finais ocorrendo entre 30 de julho e 2 de agosto de 2021.
| P | Preliminares | OF | Oitavas de final | QF | Quartas de final | SF | Semifinais | F | Finais |

| M | Manhã | N | Noite |

| Data →            | 24 jul | 24 jul | 25 jul | 25 jul | 26 jul | 26 jul | 27 jul | 27 jul | 28 jul | 28 jul | 29 jul | 29 jul | 30 jul | 30 jul | 31 jul | 31 jul | 1 ago | 1 ago | 2 ago | 2 ago |
| Evento ↓          | M      | N      | M      | N      | M      | N      | M      | N      | M      | N      | M      | N      | M      | T      | M      | N      | T     | N     | T     | N     |
| ----------------- | ------ | ------ | ------ | ------ | ------ | ------ | ------ | ------ | ------ | ------ | ------ | ------ | ------ | ------ | ------ | ------ | ----- | ----- | ----- | ----- |
| Simples masculino | P      | P      | P      | P      | P      | P      | P      | P      |        | P      |        | OF     |        |        | QF     |        | SF    |       |       | F     |
| Duplas masculinas | P      | P      | P      | P      | P      | P      | P      | P      |        |        | QF     |        |        | SF     |        | F      |       |       |       |       |
| Simples feminino  | P      | P      | P      | P      | P      | P      | P      | P      | P      |        | OF     |        | QF     | QF     |        | SF     |       | F     |       |       |
| Duplas femininas  | P      | P      | P      | P      | P      | P      | P      | P      |        |        |        | QF     |        |        | SF     |        |       |       | F     |       |
| Duplas mistas     | P      | P      | P      | P      | P      | P      |        |        | QF     |        | SF     |        | F      | F      |        |        |       |       |       |       |

## Nações participantes
Um total de 172 atletas de 49 CONs participaram do evento. Entre parênteses, encontra-se representada a quantidade de atletas.
- GER Alemanha (5)
- AUS Austrália (4)
- AUT Áustria (1)
- AZE Azerbaijão (1)
- BEL Bélgica (1)
- BRA Brasil (2)
- BUL Bulgária (3)
- CAN Canadá (8)
- CHN China (14)
- KOR Coreia do Sul (10)
- DEN Dinamarca (9)
- EGY Egito (3)
- EOR Equipe Olímpica de Refugiados (1)
- SVK Eslováquia (1)
- ESP Espanha (2)
- USA Estados Unidos (4)
- EST Estônia (2)
- FIN Finlândia (1)
- FRA França (4)
- GBR Grã-Bretanha (7)
- GUA Guatemala (2)
- HKG Hong Kong (4)
- HUN Hungria (2)
- IND Índia (4)
- INA Indonésia (11)
- IRI Irã (1)
- IRL Irlanda (1)
- ISR Israel (2)
- JPN Japão (13)
- MAS Malásia (8)
- MDV Maldivas (1)
- MLT Malta (1)
- MRI Maurício (1)
- MEX México (2)
- MYA Mianmar (1)
- NGR Nigéria (3)
- NED Países Baixos (4)
- PAK Paquistão (1)
- PER Peru (1)
- ROC ROC (4)
- SGP Singapura (2)
- SRI Sri Lanka (1)
- SUR Suriname (1)
- SWE Suécia (1)
- SUI Suíça (1)
- THA Tailândia (7)
- TPE Taipé Chinês (5)
- TUR Turquia (1)
- UKR Ucrânia (2)
- VIE Vietnã (2)

## Medalhistas
| Simples masculino detalhes | Viktor Axelsen DEN Dinamarca                | Chen Long CHN China                 | Anthony Sinisuka Ginting INA Indonésia       |  |  |  |
| Duplas masculinas detalhes | Lee Yang Wang Chi-lin TPE Taipé Chinês      | Li Junhui Liu Yuchen CHN China      | Aaron Chia Soh Wooi Yik MAS Malásia          |  |  |  |
|                            |                                             |                                     |                                              |  |  |  |
| Simples feminino detalhes  | Chen Yufei CHN China                        | Tai Tzu-ying TPE Taipé Chinês       | P.V. Sindhu IND Índia                        |  |  |  |
| Duplas femininas detalhes  | Greysia Polii Apriyani Rahayu INA Indonésia | Chen Qingchen Jia Yifan CHN China   | Kim So-yeong Kong Hee-yong KOR Coreia do Sul |  |  |  |
|                            |                                             |                                     |                                              |  |  |  |
| Duplas mistas detalhes     | Wang Yilyu Huang Dongping CHN China         | Zheng Siwei Huang Yaqiong CHN China | Yuta Watanabe Arisa Higashino JPN Japão      |  |  |  |

## Quadro de medalhas
País sede destacado
| Ordem | País              | Medalha de ouro | Medalha de prata | Medalha de bronze |    | Ordem por total |
| ----- | ----------------- | --------------- | ---------------- | ----------------- | -- | --------------- |
| 1     | CHN China         | 2               | 4                |                   | 6  | 1               |
| 2     | TPE Taipé Chinês  | 1               | 1                |                   | 2  | 2               |
| 3     | INA Indonésia     | 1               |                  | 1                 | 2  | 2               |
| 4     | DEN Dinamarca     | 1               |                  |                   | 1  | 4               |
| 5     | KOR Coreia do Sul |                 |                  | 1                 | 1  | 4               |
|       | IND Índia         |                 |                  | 1                 | 1  | 4               |
|       | JPN Japão         |                 |                  | 1                 | 1  | 4               |
|       | MAS Malásia       |                 |                  | 1                 | 1  | 4               |
| TOTAL | TOTAL             | 5               | 5                | 5                 | 15 | —               |